# The Dakota
The Dakota, znany również jako Dakota Apartments – apartamentowiec zlokalizowany na rogu 72. ulicy i Central Park West w Upper West Side na Manhattanie w Nowym Jorku w Stanach Zjednoczonych. Jego budowę rozpoczęto w 1880, a zakończono w 1884 roku. Posiadłość zaprojektował Henry Janeway Hardenbergh, a inwestorem był przemysłowiec Edward Clark.

## Znani mieszkańcy
W apartamentach Dakoty mieszkali między innymi:
- Lauren Bacall[4]
- Harley Baldwin[5][6][7].
- Ward Bennett[8][9]
- Leonard Bernstein[10]
- Bono[11]
- Connie Chung[12]
- Harlan Coben[11]
- Roberta Flack[13][14]
- Buddy Fletcher[15]
- Charles Henri Ford[16]
- Ruth Ford[16]
- Judy Garland[12]
- William Inge[12]
- Boris Karloff[11]
- John Lennon[12][17][18]
- Sean Lennon
- Yoko Ono[12][19][20]
- Thomas Reardon[21]
- Rex Reed[12]